# Pla de Golferics
El Pla de Golferics és un pla del poble de Sant Just i Joval, entre els municipis d'Olius i Clariana de Cardener (Solsonès).